# OStatus

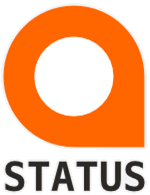
Logotip OStatus

OStatus és un estàndard obert que permet la interacció entre usuaris de diferents xarxes socials. Aquest estàndard està compost per un conjunt de protocols oberts, entre els quals es troben: PubSubHubbub, ActivityStreams, Salmon, WebFinger, Atom o RSS y PortableContacts. Mitjançant la unió dels diferents protocols esmentats, Ostatus, aconsegueix oferir un servei de distribució de xarxes socials a temps real.

## Introducció i objectius
A l'era actual, l'ús de les xarxes socials està molt estès. No obstant això, les xarxes socials més populars són xarxes tancades que no es connecten entre si. Aquest fet suposa que si un usuari d'una xarxa qualsevol desitja connectar-se amb un usuari d'una altra xarxa diferent, en general, ha de crear-se abans un compte nou a la segona xarxa. Aquest inconvenient, es tradueix en l'existència d'unes poques xarxes socials molt grans amb una enorme quantitat de control sobre les dades personals i la privacitat dels usuaris.
Amb la finalitat de tractar de minvar aquest problema i fer de les xarxes socials un lloc molt més obert es crea l'estàndard OStatus.

## Protocols que componen l'estàndard

### PubSubHubbub
El protocol obert PubSubHubbub, també conegut com a PuSH, permet al subscriptor rebre, de manera automàtica, notificacions gairebé instantànies de les actualitzacions que s'han realitzat.

### ActivityStreams
El protocol obert ActivityStreams permet codificar els esdeveniments que no són expressament actualitzacions d'estat, tals com els seguidors, les repeticions (més aviat conegudes com a "retweets") o els preferits.
A Ostatus, també s'utilitza aquest estàndard amb l'objectiu de fer un seguiment de seguidors i amics amb el mínim de transferència de dades.

### Salmon
El protocol obert Salmon ofereix un servei d'intercanvi de missatges "upstream" (la traducció literal dels quals al català seria "aigües amunt") entre subscriptors i editors.

### PortableContacts
El protocol PortableContacts té com a objectiu donar als usuaris una forma segura d'accedir als llibres d'adreces i a les llistes d'amics que s'hagin anat acumulant en tota la web.

### Atom o RSS
Els estàndards Atom o RSS s'utilitzen en Ostatus amb l'objectiu d'incloure informació a les actualitzacions d'estat, com, per exemple, la ubicació de l'usuari.

### WebFinger
El protocol obert WebFinger permet donar a la gent identitats úniques a través d'Internet que s'assemblen a les adreces de correu electrònic. Ostatus utilitza aquest protocol amb l'objectiu de descobrir persones a la xarxa.

## Característiques destacables
- Els usuaris tenen una identificació única.
- El subscriptor pot rebre actualitzacions de l'editor molt poc després de la seva publicació.
- Una actualització pot ser dirigida a l'atenció d'un destinatari en particular.
- Els usuaris tenen la possibilitat d'afegir informació de perfil, com el nom, la ubicació, el sobrenom o el nom d'usuari, la biografia i URLs relacionades.
- Una actualització pot ser una resposta a una altra actualització.
- Els usuaris poden ser representats amb una imatge.
- Una actualització pot ser una còpia enviada o compartida d'una altra actualització.
- Qualsevol persona pot marcar una actualització com a preferida. A més pot també desmarcar-la posteriorment.
- Una actualització pot representar-se amb text sense format en codificació UTF-8.
- Una actualització pot ser representada amb HTML.
- Els subscriptors poden subscriure's a un canal amb múltiples autors.
- Una actualització pot estar relacionada amb una ubicació.
- Una actualització pot incloure un o més arxius adjunts.

## Aplicacions
Pràcticament qualsevol programari que generi RSS o Atom podria ser habilitat per Ostatus.
Entre els possibles candidats per a l'ús d'aquest estàndard es troben les xarxes turístiques, els sistemes d'invitació a esdeveniments, els wikis, els sistemes per compartir fotos, els llocs socials de notícies, els llocs socials de música, els servidors de podcasting, els blogs, els sistemes de control de versions, i en general, totes les xarxes socials.